# Војска Федерације Босне и Херцеговине
Војска Федерације Босне и Херцеговине (скраћено ВФБиХ) била је званична оружана сила Федерације Босне и Херцеговине. Успостављена је послије Дејтонског мировног споразума од двије компоненте, Армије Републике Босне и Херцеговине (АРБиХ) и Хрватског вијећа обране.
Године 2005. интегрисана је у Оружане снаге БиХ које контролише Министарство одбране Босне и Херцеговине.

## Наоружање
ВФБиХ је имала 21 летјелицу, укључујући 18 хеликоптера.
| Летјелица | Поријекло        | Тип                    | Верзија | У служби | Напомене |
| --------- | ---------------- | ---------------------- | ------- | -------- | -------- |
| УХ-1Х     | Сједињене Државе | Транспортни хеликоптер | УХ-1Х   | 15       |          |
| Утва 75   | Југославија      | Школски авион          |         | 3        |          |
| Ми-8      | Совјетски Савез  | Транспортни хеликоптер |         | 3        |          |